# Championnat d'Arménie de football 1999
Navigation
Saison précédente Saison suivante
La saison 1999 du Championnat d'Arménie de football était la 8e édition de la première division arménienne, la Premier-Liga. Les dix meilleurs clubs du pays sont réunis au sein d'une poule unique où ils s'affrontent quatre fois au cours de la saison, 2 fois à domicile et 2 fois à l'extérieur. À la fin de la saison, pour permettre le passage du championnat de 10 à 8 clubs, les 3 derniers du classement sont relégués tandis que le 7e dispute un barrage de promotion-relégation face au vice-champion de Second-Liga, la deuxième division arménienne.
Cette édition voit le sacre du Shirak FC Giumri, qui termine en tête du classement final, avec un seul point d'avance sur le Ararat Erevan et 2 points d'avance sur le tenant du titre, le Tsement Ararat. Il s'agit du 4e titre du Shirak FC, qui manque le doublé après sa défaite en finale de la Coupe d'Arménie face au Tsement Ararat.
Plusieurs événements viennent perturber l'avant-saison. D'abord, le Pyunik Erevan déclare forfait et est remplacé par le club de Kilikia Erevan. Un autre club déclare forfait, il s'agit du Karabakh Erevan, qui lui n'est pas remplacé car l'abandon a lieu en cours de saison. Une nouvelle fois, la saison va se terminer avec 9 clubs.

## Les 10 clubs participants
| - Ararat Erevan - Karabakh Erevan - Forfait - Kilikia Erevan - Erebuni Erevan - Tsement Ararat | - Shirak FC Giumri - Zvartnots Erevan - Promu de Second-Liga - FC Giumri - FC Erevan - Dvin Artashat |

## Compétition
Le barème de points servant à établir le classement se décompose ainsi :
- Victoire : 3 points
- Match nul : 1 point
- Défaite : 0 point

### Classement
| Rang | Équipe                  | Pts | J  | G  | N | P  | Bp | Bc  | Diff |
| ---- | ----------------------- | --- | -- | -- | - | -- | -- | --- | ---- |
| 1    | Shirak FC Giumri        | 73  | 32 | 23 | 4 | 5  | 93 | 29  | +64  |
| 2    | Ararat Erevan           | 72  | 32 | 22 | 6 | 4  | 63 | 21  | +42  |
| 3    | Tsement Ararat T C      | 71  | 32 | 22 | 5 | 5  | 78 | 19  | +59  |
| 4    | Zvartnots Erevan P      | 54  | 32 | 16 | 6 | 10 | 50 | 38  | +12  |
| 5    | FC Erevan               | 51  | 32 | 15 | 6 | 11 | 60 | 43  | +17  |
| 6    | Erebuni Erevan          | 41  | 32 | 12 | 5 | 15 | 41 | 44  | -3   |
| 7    | Kilikia Erevan          | 34  | 32 | 10 | 4 | 18 | 57 | 55  | +2   |
| 8    | Dvin Artashat           | 8   | 32 | 2  | 2 | 28 | 20 | 116 | -96  |
| 9    | FC Giumri               | 8   | 32 | 2  | 2 | 28 | 23 | 120 | -97  |
| 10   | Karabakh Erevan Forfait |     |    |    |   |    |    |     |      |

|  | Qualification pour la Ligue des champions 2000-2001 et pour la Coupe UEFA 1999-2000 |
|  | Qualification pour la Coupe UEFA 2000-2001                                          |
|  | Qualification pour la Coupe Intertoto 2000                                          |
|  | Participation au barrage de promotion-relégation                                    |
|  | Relégation directe en Second-Liga                                                   |
|  | T Tenant du titre C Vainqueur de la Coupe d'Arménie P Promu de Second-Liga          |

### Matchs

#### Barrage de promotion-relégation
| Équipe 1       | Résultat | Équipe 2           |
| -------------- | -------- | ------------------ |
| Kilikia Erevan | 0 - 1    | Mika Ashtarak (D2) |

## Bilan de la saison
| Championnat d'Arménie de football 1999 |                             |
| Champion                               | Shirak FC Giumri (4e titre) |
| Coupes et trophées                     |                             |
| Vainqueur de la Coupe d'Arménie 1999   | Tsement Ararat              |
| Qualifications continentales           |                             |
| Ligue des champions 2000-2001          | Shirak FC Giumri            |
| Coupe UEFA 1999-2000                   | Shirak FC Giumri            |
| Coupe UEFA 2000-2001                   | Ararat Erevan               |
| Coupe Intertoto 2000                   | Tsement Ararat              |
| Promotions et relégations              |                             |
| Promus en Premier-Liga                 | Mika Ashtarak               |
| Promus en Premier-Liga                 | Dinamo Erevan               |
| Relégués en Second-Liga                | Kilikia Erevan              |
| Relégués en Second-Liga                | Dvin Artashat               |
| Relégués en Second-Liga                | FC Giumri                   |
| Relégués en Second-Liga                | Karabakh Erevan             |